# Thieux (Sena i Marne)
Thieux és un municipi francès, situat al departament de Sena i Marne i a la regió de Illa de França. L'any 2007 tenia 807 habitants.
Forma part del cantó de Mitry-Mory, del districte de Meaux i de la Comunitat d'aglomeració Roissy Pays de France.

## Demografia

### Població
El 2007 la població de fet de Thieux era de 807 persones. Hi havia 338 famílies, de les quals 143 eren unipersonals (87 homes vivint sols i 56 dones vivint soles), 60 parelles sense fills, 103 parelles amb fills i 32 famílies monoparentals amb fills.
La població ha evolucionat segons el següent gràfic:
Habitants censats

### Habitatges
El 2007 hi havia 373 habitatges, 344 eren l'habitatge principal de la família, 15 eren segones residències i 15 estaven desocupats. 167 eren cases i 156 eren apartaments. Dels 344 habitatges principals, 184 estaven ocupats pels seus propietaris, 151 estaven llogats i ocupats pels llogaters i 9 estaven cedits a títol gratuït; 55 tenien una cambra, 71 en tenien dues, 73 en tenien tres, 59 en tenien quatre i 86 en tenien cinc o més. 246 habitatges disposaven pel capbaix d'una plaça de pàrquing. A 179 habitatges hi havia un automòbil i a 123 n'hi havia dos o més.

### Piràmide de població
La piràmide de població per edats i sexe el 2009 era:
| Homes | Edats   | Dones |
| ----- | ------- | ----- |
| 0     | 95 o +  | 0     |
| 0     | 90 a 94 | 4     |
| 0     | 85 a 89 | 0     |
| 0     | 80 a 84 | 8     |
| 8     | 75 a 79 | 8     |
| 0     | 70 a 74 | 4     |
| 8     | 65 a 69 | 12    |
| 4     | 60 a 64 | 12    |
| 28    | 55 a 59 | 16    |
| 12    | 50 a 54 | 24    |
| 32    | 45 a 49 | 12    |
| 24    | 40 a 44 | 24    |
| 24    | 35 a 39 | 20    |
| 32    | 30 a 34 | 24    |
| 69    | 25 a 29 | 64    |
| 16    | 20 a 24 | 24    |
| 32    | 15 a 19 | 12    |
| 16    | 10 a 14 | 20    |
| 12    | 5 a 9   | 20    |
| 24    | 0 a 4   | 32    |

## Economia
El 2007 la població en edat de treballar era de 563 persones, 451 eren actives i 112 eren inactives. De les 451 persones actives 409 estaven ocupades (242 homes i 167 dones) i 42 estaven aturades (19 homes i 23 dones). De les 112 persones inactives 24 estaven jubilades, 35 estaven estudiant i 53 estaven classificades com a «altres inactius».

### Ingressos
El 2009 a Thieux hi havia 320 unitats fiscals que integraven 762 persones, la mediana anual d'ingressos fiscals per persona era de 18.618 €.

### Activitats econòmiques
Dels 26 establiments que hi havia el 2007, 1 era d'una empresa de fabricació de material elèctric, 3 d'empreses de fabricació d'altres productes industrials, 5 d'empreses de construcció, 9 d'empreses de comerç i reparació d'automòbils, 1 d'una empresa d'hostatgeria i restauració, 1 d'una empresa financera, 1 d'una empresa immobiliària i 5 d'empreses de serveis.
Dels 5 establiments de servei als particulars que hi havia el 2009, 3 eren tallers de reparació d'automòbils i de material agrícola, 1 paleta i 1 fusteria.
Dels 2 establiments comercials que hi havia el 2009, 1 era una botiga de més de 120 m² i 1 una joieria.
L'any 2000 a Thieux hi havia 7 explotacions agrícoles.

## Equipaments sanitaris i escolars
El 2009 hi havia una escola elemental.

## Poblacions més properes
El següent diagrama mostra les poblacions més properes.